# شيرداري (بنج هزارة)
شیرداري (بالفارسية: شیرداری) هي قرية تقع في إيران في قسم بنج هزارة الريفي. يقدر عدد سكانها بـ 156 نسمة بحسب إحصاء 2016.